# Stęszew
Stęszew é um município da Polônia, na voivodia da Grande Polônia e no condado de Poznań. Estende-se por uma área de 5,69 km², com 5 941 habitantes, segundo os censos de 2016, com uma densidade de 1044,1 hab/km².